# Mistrzostwa Polski w Podnoszeniu Ciężarów 2016
Mistrzostwa Polski w Podnoszeniu Ciężarów 2016 – 86. edycja mistrzostw, która odbyła się w dniach 1–3 lipca 2016 roku w Mroczach. W mistrzostwach wystartowały również kobiety, dla których była to 23. edycja mistrzostw.

## Wyniki

### Mężczyźni
| Konkurencja | Złoto                                 | Wynik         | Srebro                                   | Wynik         | Brąz                                       | Wynik         |
| 56 kg       | Dominik Kozłowski (Zawisza Bydgoszcz) | 230 (110+120) | Marcin Tomczyk (UMLKS Radomsko)          | 195 (89+106)  | Aleksander Krukar (KU AZS AJD Częstochowa) | 187 (87+100)  |
| 62 kg       | Tomasz Rosoł (Górnik Polkowice)       | 246 (113+133) | Adrian Franczyk (Polwica Wierzbno)       | 242 (109+133) | Maciej Przepiórkiewicz (Wimet Józefów)     | 237 (104+133) |
| 69 kg       | Damian Wiśniewski (Zawisza Bydgoszcz) | 297 (130+167) | Piotr Poniedziałek (Promień Opalenica)   | 291 (130+161) | Szymon Jurecki (Tarpan Mrocza)             | 269 (125+144) |
| 77 kg       | Krzysztof Szramiak (Tytan Oława)      | 344 (159+185) | Damian Sikorski (Zawisza Bydgoszcz)      | 317 (145+172) | Roman Kliś (Górnik Polkowice)              | 316 (145+171) |
| 85 kg       | Krzysztof Zwarycz (Budowlani Opole)   | 336 (153+183) | Adrian Pawlicki (KU AZS AJD Częstochowa) | 331 (147+184) | Kacper Badziągowski (Tarpan Mrocza)        | 325 (145+180) |
| 94 kg       | Tomasz Zieliński (Zawisza Bydgoszcz)  | 390 (177+213) | Łukasz Grela (KU AZS AJD Częstochowa)    | 371 (171+200) | Bartosz Samp (Rzemieślnik Malbork)         | 345 (155+190) |
| 105 kg      | Adrian Zieliński (Zawisza Bydgoszcz)  | 409 (188+221) | Arkadiusz Michalski (Budowlani Opole)    | 396 (175+221) | Kornel Czekiel (Budowlani Opole)           | 360 (160+200) |
| +105 kg     | Daniel Dołęga (Budowlani Opole)       | 400 (180+220) | Przemysław Budek (Impuls Warszawa)       | 386 (176+210) | Krzysztof Klicki (Mazovia Ciechanów)       | 380 (165+215) |

### Kobiety
| Konkurencja | Złoto                                                | Wynik         | Srebro                                            | Wynik        | Brąz                                              | Wynik        |
| 48 kg       | Agata Zacharek (Zawisza Bydgoszcz)                   | 157 (70+87)   | Katarzyna Feledyn (Wisła Puławy)                  | 157 (71+86)  | Sylwia Oleśkiewicz (Omega Kleszczów)              | 143 (61+82)  |
| 53 kg       | Agata Zaweracz (Lechia Sędziszów Małopolski)         | 149 (65+84)   | Aleksandra Pepłowska (Mazovia Ciechanów)          | 148 (65+83)  | Agnieszka Kuczmaszewska (Agros Zamość)            | 148 (68+80)  |
| 58 kg       | Katarzyna Kraska (Górnik Polkowice)                  | 200 (87+113)  | Joanna Łochowska (UKS Zielona Góra)               | 200 (90+110) | Monika Dzienis (Talent Wrocław)                   | 178 (83+95)  |
| 63 kg       | Aleksandra Klejnowska-Krzywańska (Zawisza Bydgoszcz) | 199 (87+112)  | Katarzyna Ostapska (MAKS Tytan Oława)             | 187 (82+105) | Aleksandra Michalska (Górnik Polkowice)           | 183 (85+98)  |
| 69 kg       | Patrycja Piechowiak (Budowlani Nowy Tomyśl)          | 217 (97+120)  | Jolanta Wiór (Transbed Andaluzja Piekary Śląskie) | 183 (81+102) | Dobrosława Kucharzak (RCF Poznańi)                | 176 (75+101) |
| 75 kg       | Małgorzata Wiejak (Zawisza Bydgoszcz)                | 220 (98+122)  | Katarzyna Lisewska (Feniks Siedlce)               | 214 (99+115) | Kinga Kaczmarczyk (Tytan Oława)                   | 195 (85+110) |
| +75 kg      | Sabina Bagińska (WKS Śląsk Wrocław)                  | 231 (100+131) | Magdalena Pasko (Lechia Sędziszów Małopolski)     | 220 (98+122) | Magdalena Karolak (Włókniarz Konstantynów Łódzki) | 190 (85+105) |